# (275962) Chalverat
(275962) Chalverat est un astéroïde de la ceinture principale.

## Description
(275962) Chalverat est un astéroïde de la ceinture principale. Il fut découvert le 21 novembre 2001 à Vicques par Michel Ory. Il présente une orbite caractérisée par un demi-grand axe de 2,58 UA, une excentricité de 0,22 et une inclinaison de 5,5° par rapport à l'écliptique.

## Compléments